# Taeromys celebensis
Espèce
Statut de conservation UICN

 LC  : Préoccupation mineure
 Taeromys celebensis est une espèce de rongeur de la famille des Muridae, du genre Taeromys, endémique d'Indonésie.

## Taxonomie
L'espèce est décrite pour la première fois par le zoologue britannique John Edward Gray en 1867.

## Distribution et habitat

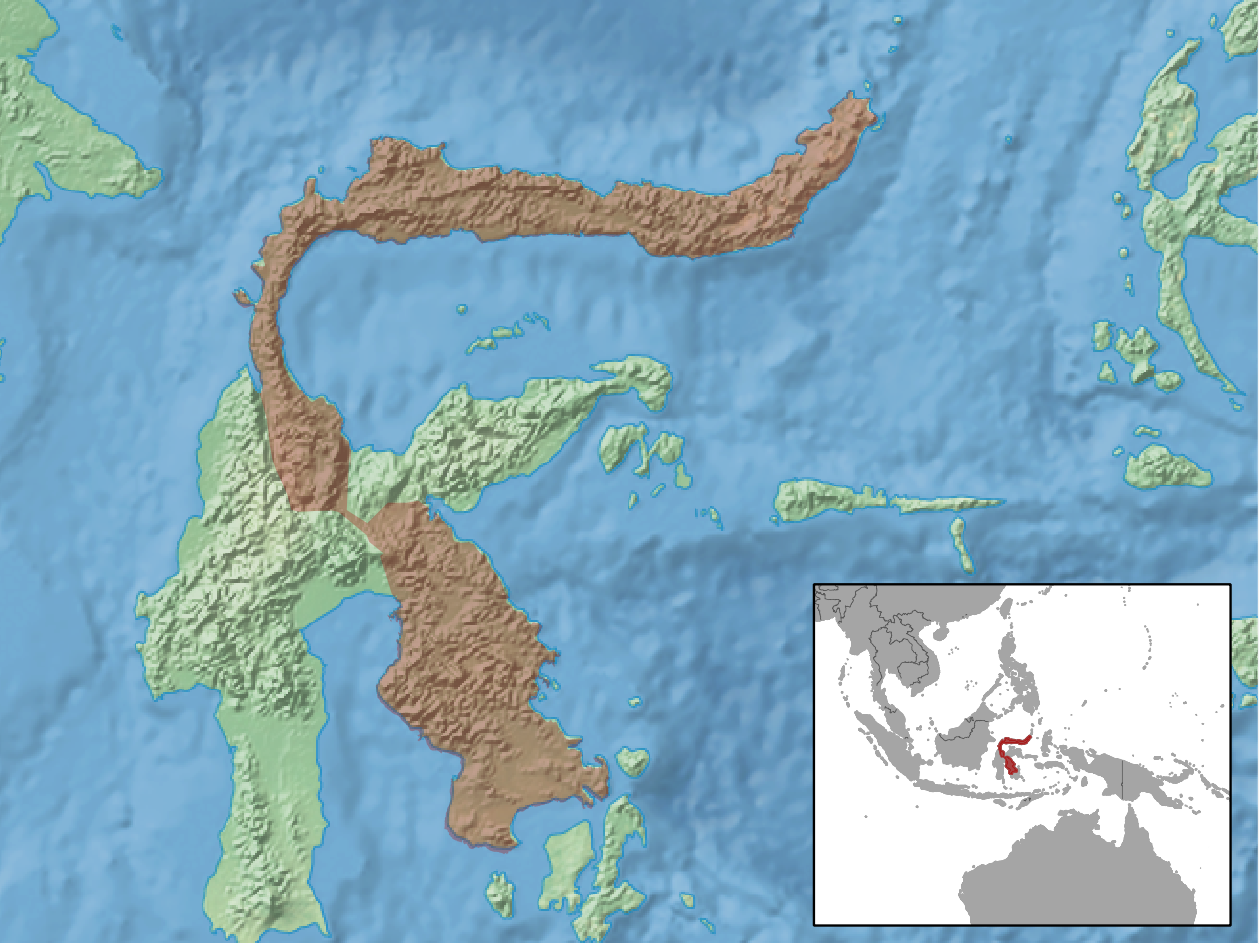
Répartition de l'espèce.

L'espèce est présente de façon commune sur l'île de Sulawesi en Indonésie, plus particulièrement à basse altitude, en partant du niveau de la mer jusqu'à 1 200 mètres.

## Menaces
L'Union internationale pour la conservation de la nature la distingue comme espèce de « Préoccupation mineure » (LC) sur sa liste rouge.